# 高原茜草
高原茜草（学名：Rubia chitralensis）为茜草科茜草属下的一个种。

## 扩展阅读
- 維基物種上的相關：高原茜草